# Тахес, Максимо
Ма́ксимо Та́хес Ка́серес (исп. Máximo Tajes; 23 ноября 1852 — 21 ноября 1912) — уругвайский военный и политический деятель, президент Уругвая.

## Биография
Родился в 1852 году в Канелонесе, его родителями были Пруденсио Тахес и Сатурнина Касерес. В 1868 году вступил в армию, уже в 1875 году стал капитаном, а в 1880 году — полковником.
Был главой департамента Дурасно, когда его друг Максимо Сантос стал президентом страны. В августе 1882 года Сантос сделал его министром армии и флота, и в этой роли Тахес в 1886 году подавил вооружённое выступление, случившееся в ответ на возвращение Сантоса к власти на новый срок в обход процедуры президентских выборов. 18 ноября 1886 года, когда Сантос всё-таки ушёл с поста президента, парламент назначил Тахеса на пост президента страны до истечения срока конституционно изначально избранного на этот пост Франсиско Видаля.
Во время пребывания Тахеса у власти были устранены проявления милитаризма в структурах управления, появившиеся при прежних правителях, а Максимо Сантосу и Лоренсо Латорре (бывшим президентам-военным) было запрещено возвращаться в страну.
С 1887 года в Уругвае начал действовать испанский капиталист Эмилио Реус, в результате чего наступил период финансового благополучия, вошедший в историю как «эпоха Реуса». Однако политическая нестабильность в соседней Аргентине привела к тому, что в 1890 году аргентинский капитал ушёл из Уругвая, что ввергло уругвайскую экономику в глубокий кризис. Как раз в это время и истёк срок пребывания Тахеса на посту президента.
В 1894 году Тахес вновь рассматривался в качестве кандидата на пост президента страны. В 1897 году участвовал в подавлении выступления Апарисио Саравии. В 1900 году вышел в отставку.